# Amado Carrillo Fuentes
Amado Carrillo Fuentes (ur. 17 grudnia 1956 w Guamuchilito, zm. 7 lipca 1997 w mieście Meksyk) – meksykański przestępca, przemytnik i handlarz narkotyków, który stał się przywódcą kartelu z Juárez w wyniku zabicia swojego szefa, Rafaela Aguilara Guajardo. Ze względu na dużą flotę odrzutowców, którymi transportował narkotyki nazywany był Pan Przestworzy (hiszp. El Señor de Los Cielos).
Zmarł 7 lipca 1997 w meksykańskim szpitalu w wyniku komplikacji po rozległej operacji plastycznej mającej na celu zmianę jego fizycznego wyglądu.

## Rodzina
Jego wujem był Ernesto Fonseca Carrillo, współzałożyciel kartelu z Guadalajary.